# Верхне-Курмоярский район
Верхне-Курмоярский район — административно-территориальная единица в составе Сталинградского края и Сталинградской области, существовавшая в 1935—1950 годах. Центр — станица Верхне-Курмоярская.
Верхне-Курмоярский район был образован в составе Сталинградского края 25 января 1935 года из частей Котельниковского и Нижне-Чирского районов.
В состав района вошли сельсоветы: Агиновский, Верхне-Курмоярский, Генераловский, Дорофеевский, Киреевский, Красноярский, Кудиновский, Кумский, Нагавский, Ново-Аксайский, Нижне-Яблочный, Потемкинский, Подстепинский, Старо-Нагавский, Чаусовский (из Котельниковского района) и Ромашкинский (из Нижне-Чирского района).
29 января 1935 года к Верхне-Курмоярскому району были присоединены Балабановский, Комаровский и Чепурьевский с/с Тормосиновского района. 29 мая Кумский с/с был передан в Ворошиловский район.
5 декабря 1936 года Верхне-Курмоярский район стал относиться к Сталинградской области.
14 декабря 1949 года Киреевский с/с был присоединён к Нагавскому. 14 января 1950 года Подстепинский с/с был присоединён к Ново-Аксайскому.
20 сентября 1950 года Верхне-Курмоярский район был упразднён, а его территория разделена между Ворошиловским, Котельниковским и Нижне-Чирским районами.